# Otvoreni međunarodni šahovski turnir Pula 2001.
Otvoreni međunarodni šahovski turnir Pula 2001. odigran je u Puli 18. – 26. svibnja 2001. godine. Nastupila su 162 igrača, od čega 16 velemajstora, 2 velemajstorice, 17 međunarodnih majstora. Pobijedio je Dražen Sermek (Slovenija). Turnir je računat i za Prvenstvo Hrvatske u šahu, te je najbolje plasirani hrvatski šahist, Mladen Palac, postao državni prvak.
Konačni poredak:
```
mj. ime                        drž.  rtg      bod.    MBuch  Buch   Prog
 1 
Dražen Sermek
               SLO   2525 GM  7.5      43.5  55.0   42.0
 2 
Gyula Sax
                   HUN   2563 GM  7        43.0  55.0   36.5
 3 
Mladen Palac
                CRO   2605 GM  7        42.5  54.5   36.5
 4 
Juraj Nikolac
               CRO   2437 GM  7        41.5  53.5   37.0
 5 
Ognjen Cvitan
               CRO   2526 GM  7        40.5  52.5   38.5
 6 
Nenad Šulava
                CRO   2526 GM  7        38.5  48.5   35.5
 7 
Davor Rogić
                 CRO   2457 IM  7        38.0  49.0   35.0
 8 
Robert Zelčić
               CRO   2503 GM  6.5      41.5  52.5   36.0
 9 
Duško Pavasović
             SLO   2515 GM  6.5      39.0  50.0   35.5
10 Vlastimil Babula            CZE   2563 GM  6.5      38.5  48.5   31.5
11 
Nenad Ferčec
                CRO   2433 IM  6.5      38.0  48.5   35.0
12 
Vladimir Bukal
              CRO   2439 IM  6.5      36.5  48.0   34.5
13 Matjaž Mikac                SLO   2406 IM  6.5      36.5  46.0   30.0
14 
Ognjen Jovanić
              CRO   2401 FM  6        40.0  51.0   33.0
15 Ferenc Berkes               HUN   2393     6        39.5  50.5   33.5
16 Bela Molnar                 HUN   2352     6        39.5  49.5   31.0
17 
Robert Lončar
               CRO   2433 IM  6        39.0  49.5   33.0
18 Blažimir Kovačević          CRO   2443 IM  6        37.5  47.5   31.5
19 Markus Hummel               AUT   2173     6        36.5  46.0   26.5
20 Milan Novković              AUT   2406 FM  6        36.0  47.0   31.0
21 
Aleksandr N. Pančenko
       RUS   2377 GM  6        35.5  45.5   30.0
22 
Tomaš Polak
                 CZE   2503 GM  6        35.5  45.5   29.5
23 
Mišo Cebalo
                 CRO   2465 GM  6        35.5  45.0   31.5
24 
Josip Rukavina
              CRO   2414 IM  6        35.0  45.5   30.5
25 Oleg Bylino                 UKR   2186     6        35.0  42.5   30.0
26 
Zoran Jovanović
             CRO   2383     6        34.5  44.0   30.5
27 
Darko Feletar
               CRO   2443 IM  6        33.5  43.0   30.5
28 
Pero Aščić
                  CRO   2353 FM  6        32.5  43.0   28.5
29 
Branko Rogulj
               CRO   2436 IM  5.5      41.5  53.0   33.5
30 
Krunoslav Hulak
             CRO   2564 GM  5.5      40.5  51.0   32.5
31 
Ivan Žaja
                   CRO   2482 IM  5.5      38.5  50.0   33.5
32 Marko Tratar                SLO   2410 IM  5.5      38.5  50.0   32.0
33 
Branko Kutuzović
            CRO   2414 IM  5.5      38.0  49.5   32.5
34 
Boris Sudar
                 CRO   2223     5.5      37.5  47.0   29.5
35 Manlio Lostuzzi             ITA   2398 FM  5.5      36.5  47.5   31.0
36 Toni Kos                    SLO   2402 IM  5.5      36.5  46.0   30.0
37 Mile Maras                  CRO   2258     5.5      36.0  46.0   27.0
38 Zoran Veličković            SLO   2367 FM  5.5      35.0  45.0   28.0
39 
Ozren Biti
                  CRO   2301 FM  5.5      34.5  44.5   27.0
40 Dragan Glavaš               BIH   2274 FM  5.5      34.0  43.5   26.5
41 Heimo Titz                  AUT   2301 FM  5.5      33.5  44.5   28.0
42 Miha Furlan                 SLO   2326 FM  5.5      33.5  44.5   27.5
43 
Robert Dabo-Peranić
         CRO   2305     5.5      33.0  43.5   26.5
44 Suad Osmanbegović           SLO   2336 FM  5.5      32.5  42.0   26.5
45 Tamas Macsik                HUN   2184     5.5      32.0  40.0   27.0
46 Robert Veleski              MKD   2234     5.5      31.5  40.0   26.0
   
Mara Jelica
                 CRO   2193 WIM 5.5      31.5  40.0   26.0
48 Oskar Orel                  SLO   2316 FM  5.5      31.0  41.0   27.0
49 
Adriano Voscilla
            CRO   2272 FM  5.5      30.0  40.0   27.0
itd.
```